# Деметре Анакопийский
Деметре Анакопийский (груз. დემეტრე; умер в 1042 году) — грузинский царевич из династии Багратионов и претендент на грузинский престол. Он был младшим сыном Георгия I, царя Грузии, и его второй жены Альды, дочери царя Алании.
После смерти Георгия I некоторая часть грузинских дворян хотела возвести на престол Дмитрия вместо его сводного брата Баграта IV, правившего в 1027—1072 годах, но эта затея не увенчалась успехом. Альда и Дмитрий проживали в своих владениях в Анакопии, укреплённом приморском городе в Абхазии, который был завещан им покойным царём Георгием I. Попытки матери Баграта Мариам Арцруни привлечь Дмитрия на сторону царя Грузии оказались тщетными. Испытывая угрозу со стороны Баграта IV Альда заключила союз с византийцами и сдала Анакопию их императору Роману III Аргиру, который удостоил её сына Димитрия должности магистра. Это произошло в 1033 году.
В 1039 году Дмитрий вернулся в Грузию с византийскими войсками. Липарит IV, князь Клдекари из рода Липаритидов, один из самых могущественнейших дворян в Грузии того времени, поддержал мятежного князя и начал первоначально успешную кампанию против армии Баграта IV. Однако в 1042 году Дмитрий неожиданно скончался. Альда с Давидом, его сыном, бежала в родную для себя Аланию. Грузинский историк XVIII века князь Вахушти Багратиони утверждал, что потомки Давида процветали в Алании и стали родоначальниками династии местных князей, из которых происходил Давид Сослан, второй муж грузинской царицы Тамары (правила в 1184—1213 годах). У Дмитрия, возможно, также была дочь Ирина (умерла в 1108 году), официальная любовница византийского императора Константина IX Мономаха в середине 1050-х годов, а затем супруга севастократора Исаака Комнина.
Анакопия осталась под властью Византии, пока в 1074 году её не вернул в состав Грузии Георгий II, сын Баграта IV и преемник. Это произошло после битвы при Манцикерте в 1071 году. Воспользовавшись поражением византийцев от Сельджукидов, Грузия вернула себе ряд ключевых территорий, утраченных ею в течение XI века, включая Анакопию, а также крепости, расположенные в феме Ивирия.